# فدراسیون بین‌المللی فضانوردی
فدراسیون بین‌المللی فضانوردی یک سازمان طرفداری از فضا است که ستاد آن در پاریس فرانسه است. این سازمان در سال ۱۹۵۱ (میلادی) به صورت یک سازمان مردم‌نهاد بنیان‌گذاری شد تا راه گفتگو را بین دانشمندان جهان دربارهٔ هم‌رسانی دانش برای همکاری بین‌المللی در زمینه فضای بیرونی فراهم‌کند. ۳۴۰ عضو از ۶۸ کشور جهان عضو فدراسیون بین‌المللی فضانوردی هستند. این اعضا، آژانس فضایی، شرکت، دانشگاه، انجمن حرفه‌ای، سازمان دولتی، و انجمن علمی هستند. فدراسیون بین‌المللی فضانوردی با فرهنگستان بین‌المللی کیهان‌نوردی پیوند دارد و نهاد بین‌المللی حقوق فضایی در برپایی همایش بین‌المللی فضانوردی همکاری‌می‌کند.

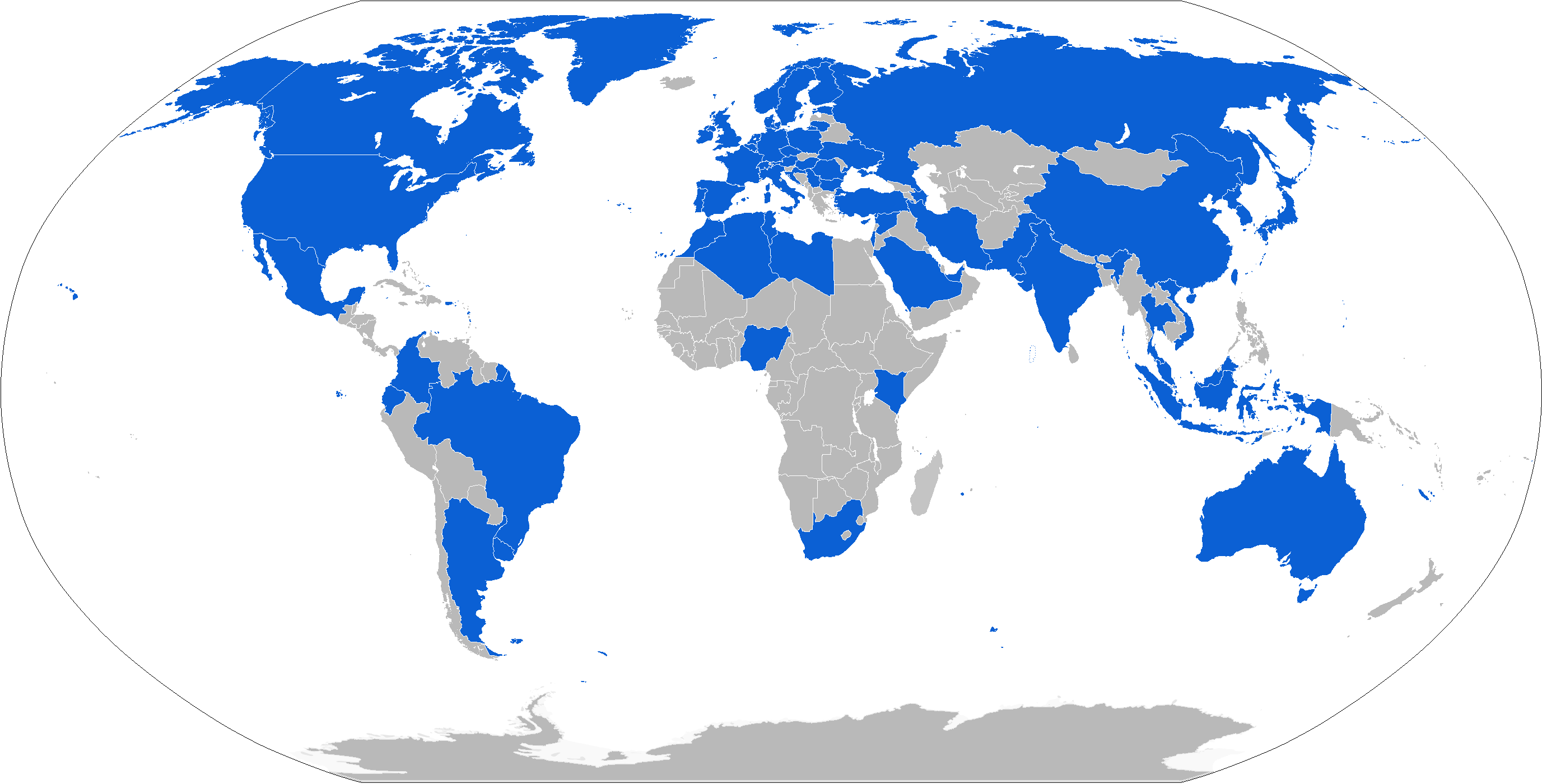
نقشه کشورهایی که اعضای فدراسیون بین‌المللی فضانوردی را میزبانی کرده‌اند.

## تاریخچه
پس از جنگ جهانی دوم هاینز گارتمان، گونتِر لُئِزِر، و هاینز-هرمان کئل «انجمن موشک آلمان» را پایه گذاشتند و با انجمن بین سیاره‌ای بریتانیا و گروه فضانوردان فرانسه تماس‌گرفتند. رهبر گروه فرانسوی، الکساندر آنانُف، نخستین همایش بین‌المللی برای فضانوردان را در سپتامبر ۱۹۵۰ در پاریس برنامه‌ریزی کرد. در دومین همایش در لندن در سپتامبر ۱۹۵۱ فدراسیون بین‌المللی فضانوردی پدید آمد. در سومین همایش در اشتوتگارت در ۱۹۵۲ (میلادی) نظام‌نامه فدراسیون بین‌المللی فضانوردی پذیرفته شد و سازمان بر پایه قانون سوئیس ثبت‌شد.

## نشست‌ها
بزرگ‌ترین و شناخته‌شده‌ترین رویداد فدراسیون بین‌المللی فضانوردی، همایش بین‌المللی فضانوردی است که هر سال در سپتامبر یا اکتبر برگزار می‌شود. در همایش بین‌المللی فضانوردی، رویدادهای زیادی برگزار می‌شوند. از جمله: جلسات عمومی رده‌بالا و سخنرانی‌های برجسته، رویدادهای حرفه‌ای ویژه دانش‌آموزان و جوانان، اتاق گفتگوی شبکه جهانی، و یک برنامه فنی که آخرین پیشرفت‌ها در علوم و اکتشافات، کاربردها و عملیات، فناوری، و زیرساخت، فضای بیرونی و اجتماع را معرفی می‌کند.
چندین رویداد کناری مانند کارگاه مشترک سازمان ملل متحد و فدراسیون بین‌المللی فضانوردی نیز برگزاری می‌شوند که دو روز پیش از همایش انجام‌می‌شود.
فدراسیون بین‌المللی فضانوردی همچنین سری «همایش‌های جهانی» را برگزار می‌کند:
- همایش جهانی اکتشاف ماه در پکن[۵][۶] ۲۰۱۰
- همایش جهانی اکتشاف فضا در واشینگتن، دی.سی.[۷] ۲۰۱۲
- همایش جهانی کاربردهای فضا در پاریس[۸] ۲۰۱۴
- همایش جهانی نوآوری فضا در مونیخ[۹] ۲۰۱۵
- همایش جهانی نوآوری فضا و جامعه اطلاعاتی در ژنو[۱۰] ۲۰۱۶
- همایش جهانی اکتشاف فضا در پکن[۱۱] ۲۰۱۷
- همایش جهانی کاربردهای فضا در مونته‌ویدئو[۱۲] ۲۰۱۸

در همکاری نزدیک با سازمان ملل متحد، فدراسیون بین‌المللی فضانوردی، کارگاه فضایی برای توسعه ملت‌ها را برگزار می‌کند. در همکاری با کمیته پژوهش فضایی و نهاد بین‌المللی حقوق فضایی، فدراسیون بین‌المللی فضانوردی برآورد سالانه نکات برجسته فضا را برای سازمان ملل متحد انجام می‌دهد.

## جایزه‌ها
فدراسیون بین‌المللی فضانوردی برنامه دو جایزه بزرگ برای جوانان حرفه‌ای و دانش‌آموزان را برگزار می‌کند: دادن جایزه ظهور رهبران فضایی و برنامه شناسایی رهبران فضایی جوان. این کار به جوانان امکان می‌دهد که بدون پرداخت حق عضویت در برنامه‌های فدراسیون بین‌المللی فضانوردی شرکت کنند و در هنگام شرکت در این برنامه‌ها هزینه‌های سفر و جای زندگی آنها را پرداخت می‌کند.
هر سال در همایش بین‌المللی فضانوردی، جایزه‌های اصلی زیر داده می‌شوند: جایزه جهانی فضایی فدراسیون بین‌المللی فضانوردی، جایزه یادبود آلن دی. امیل، تالار مشاهیر فدراسیون بین‌المللی فضانوردی، جایزه خدمات ممتاز فدراسیون بین‌المللی فضانوردی، مدال فضانوردی فرانک جی. مالینا، و جایزه لویجی جی. ناپولیتانو.

## انتشارات
فدراسیون بین‌المللی فضانوردی مجموعه مقالات نشست‌های خود را به همراه پژوهش‌های انجام شده توسط کمیته‌های خود و دیگر گزارش‌ها به صورت الکترونیکی در دسترس قرار می‌دهد.